# تینو تمل
تینو تمل (انگلیسی: Tino Thömel؛ زادهٔ ۶ ژوئن ۱۹۸۸ ‏(۳۶ سال)) دوچرخه‌سوار اهل آلمان است.
از باشگاه‌هایی که در آن بازی کرده‌است می‌توان به سونیر دوال-پرودیر اشاره کرد.